# Le Rebelle de Naples

Le Rebelle de Naples (Il conte di Sant'Elmo) est un film historique et dramatique réalisé par Guido Brignone sorti en 1950.

## Synopsis
Pendant la dernière période de la domination des Bourbons, un groupe de carbonari, déguisés en bandits et dirigés par le comte de Sant'Elmo, arrête une diligence près d'Itri qui transporte Lucia fille d'un ministre. Les bandits prennent possession de documents importants, à partir desquels ils découvrent que le ministre de la Police, Cassano, est en possession d'un colis dont le contenu pourrait être fatal à leur organisation. De retour à Naples, le comte réussit à pénétrer la nuit dans la maison de Cassano et à prendre possession du paquet. Surpris par la police, il se réfugie dans la chambre de Lucia, fille du ministre, qui le sauve et tombe amoureux de lui. Il la reverra ensuite lors d'une fête chez le ministre. Entre-temps, les carbonari décident de prendre Lucia en otage afin d'obtenir la libération d'un camarade arrêté. Le ministre cède et libère la personne arrêtée, mais fait ensuite arrêter le comte dénoncé par un chanteur jaloux est condamné à mort, mais avec l'aide de Don Paolo et du chanteur, repenti de son geste, il peut s’enfuir et monter à bord d'une frégate pour retourner au Piémont, où Lucia l'attend.

## Fiche technique
- Titre français : Le Rebelle de Naples[2]
- Titre original : Il conte di Sant'Elmo
- Réalisation : Guido Brignone
- Scénario : Aldo De Benedetti, Vittorio Nino Novarese, Guido Brignone
- Musique : Armando Fragna
- Photographie :	Augusto Tiezzi
- Montage : Jolanda Benvenuti
- Genre : historique, drame
- Pays de production :  Italie
- Langue : italien
- Dates de sortie :
  - Italie : 11 avril 1951
  - France : 29 avril 1953

## Distribution
- Massimo Serato : comte de Sant'Elmo
- Anna Maria Ferrero : Laura Cassano
- Tino Buazzelli : baron Annibale Cassano
- Nelly Corradi : Bianca Barbieri
- Tina Lattanzi : Donna Clelia
- Carlo Croccolo : Alberico
- Alfredo Varelli : Don Paolo
- Pier Luigi Costantini : Forino
- Renato Malavasi : Anselmo
- Luigi Pavese : agent de sécurité
- Filippo Scelzo : Mancini
- Franco Pesce